# Большой Остин
Большой Остин — метрополитенский статистический ареал США, расположенный в центральном Техасе, на восточной окраине Юго-запада США, граничащий с Большим Сан-Антонио на юге.
Согласно оценкам Бюро переписи населения США за 2018 год, в агломерации проживает 2 168 316 человек, это 35-й показатель среди метрополий США. Центром ареала является город Остин, четвёртый в Техасе и одиннадцатый в США по числу населения. Другими крупными городами агломерации являются Раунд-Рок, Сидар-Парк, Джорджтаун и Сан-Маркос.

## Границы ареала

### Административное деление
По состоянию на 2013 год, Офис управления и бюджета США определяет метрополию, как состоящую из пяти округов — Бастроп, Колдуэлл, Хэйс, Тревис и Уильямсон.
По определению совета правительств столичного региона Техаса (англ. Capital Area Council of Governments), в регион Остина также входят Бланко, Бернет, Ли, Ллано и Фейетт.

### Крупные населённые пункты

#### Города с населением от 25 000 человек
Помимо Остина, крупнейшими городами ареала с численностью более 25 000 человек являются Раунд-Рок, Сидар-Парк, Сан-Маркос, Джорджтаун, Пфлюгервилл, Кайл и Лиэндер.

#### Города с населением от 5000 до 25 000 человек
- Бастроп
- Браши-Крик[англ.]
- Бьюда[англ.]
- Элгин[англ.]
- Хатто[англ.]
- Джойвилл[англ.]
- Лейкуэй[англ.]
- Локхарт
- Лулинг[англ.]
- Мейнор[англ.]
- Шейди-Холлоу[англ.]
- Тейлор[англ.]
- Уэлс-Бранч[англ.]
- Уиндмер[англ.]

## История

### Доисторическая эпоха
Области вокруг Остина были населены людьми, по крайней мере, с 9000 годов до н. э., а возможно, и значительно раньше. Имеющиеся данные указывают на то, что люди, которые жили в регионе к западу от нынешнего округа Уильямсон в эпоху позднего плейстоцена (ледникового периода), могут быть связаны с людьми Кловис. Археологические раскопки предоставляют большое количество доказательств жизни человека в архаический период, в том числе остатки мусорных куч и каменных навесов вдоль ручья Браши-Крик в Раунд-Роке, реки Сан-Габриэль в Джорджтауне и источника Бартон-Спрингс в Остине.
Древняя история Техаса тщательно изучалась десятки лет, как профессиональными археологами, так и любителями. В основном изучение проходило вдоль рек и ручьёв на открытой местности, реже — в пещерах и ущельях.

### Коренные жители и начало европейской колонизации
Самыми ранними из известных современных людей, населявших территорию, были индейцы племени тонкава. Они умели изготавливать оружие из кремня и охотились на бизонов, периодически поджигая прерии для облегчения этой задачи. В XVIII веке тонкава стали использовать лошадей и, в некоторых случаях, огнестрельное оружие. После прихода европейских колонизаторов тонкава были вытеснены со своих земель, но другие племена, в частности, команчи продолжали набеги на поселения колонизаторов до 1860-х годов. Помимо этого, на территории центрального Техаса жили небольшие группы индейцев племён кайова, йохуаны, тавакони и майейе.
Когда появились первые европейские колонизаторы, в регионе жили преимущественно индейцы племени тонкава, а также пролегали пути команчей и липанов. Испанские исследователи путешествовали через территорию ареала в течение веков, но количество созданных поселений долгое время оставалось небольшим. В середине XVIII века испанцы для облегчения освоения территории построили миссии Сан-Хавьер на берегах реки Сан-Габриэль, где сейчас находится западная часть округа Майлам.
В 1804 году на месте нынешнего Бастропа испанцами был построен форт Пуэста-дель-Колорадо. В 1807 году на реке Сан-Маркос было построено поселение Сан-Маркос-де-Неве, нынче носящее название Сан-Маркос. После того, как Мексика объявила о независимости, Стивен Остин выдал гранты поселенцам на земли в районе округов Бастроп и Фейетт. В 1820-х были заселены берега реки Колорадо в районе нынешнего города Ла-Грейндж. В 1827 году был основан Бастроп. После этого рост населения в регионе замедлился, в основном из-за набегов индейцев. Тем не менее, через эти земли проходил важный торговый маршрут из Мексики в Натчиточес (Луизиана) Эль-Камино-Реал-де-лос-Техас (исп. El Camino Real de los Tejas). В 1830-х Мексиканское правительство выдало дополнительные гранты для поощрения заселения региона. К востоку от территории, на которой теперь находится Остин, был построен ряд фортов.
В 1835 году началась война за независимость Техаса, и после победы в ней территория начала заселяться еще активнее, в том числе были созданы Ватерлу (нынешний Остин) и Браши-Крик (нынешний Раунд-Рок). В 1839 году комиссия, созданная президентом Техаса Мирабо Ламаром, выбрала территорию Ватерлу для строительства новой столицы и её название — Остин. Серия столкновений с команчами в 1840 году, известных как драка при доме совета и битва при ручье Плам-Крик, окончательно вытеснила команчей на запад, практически прекратив их набеги на территорию центрального Техаса. Этот факт способствовал быстрому заселению района. В 1840 году был создан округ Тревис, а в течение 20 лет сформировались остальные округи региона.

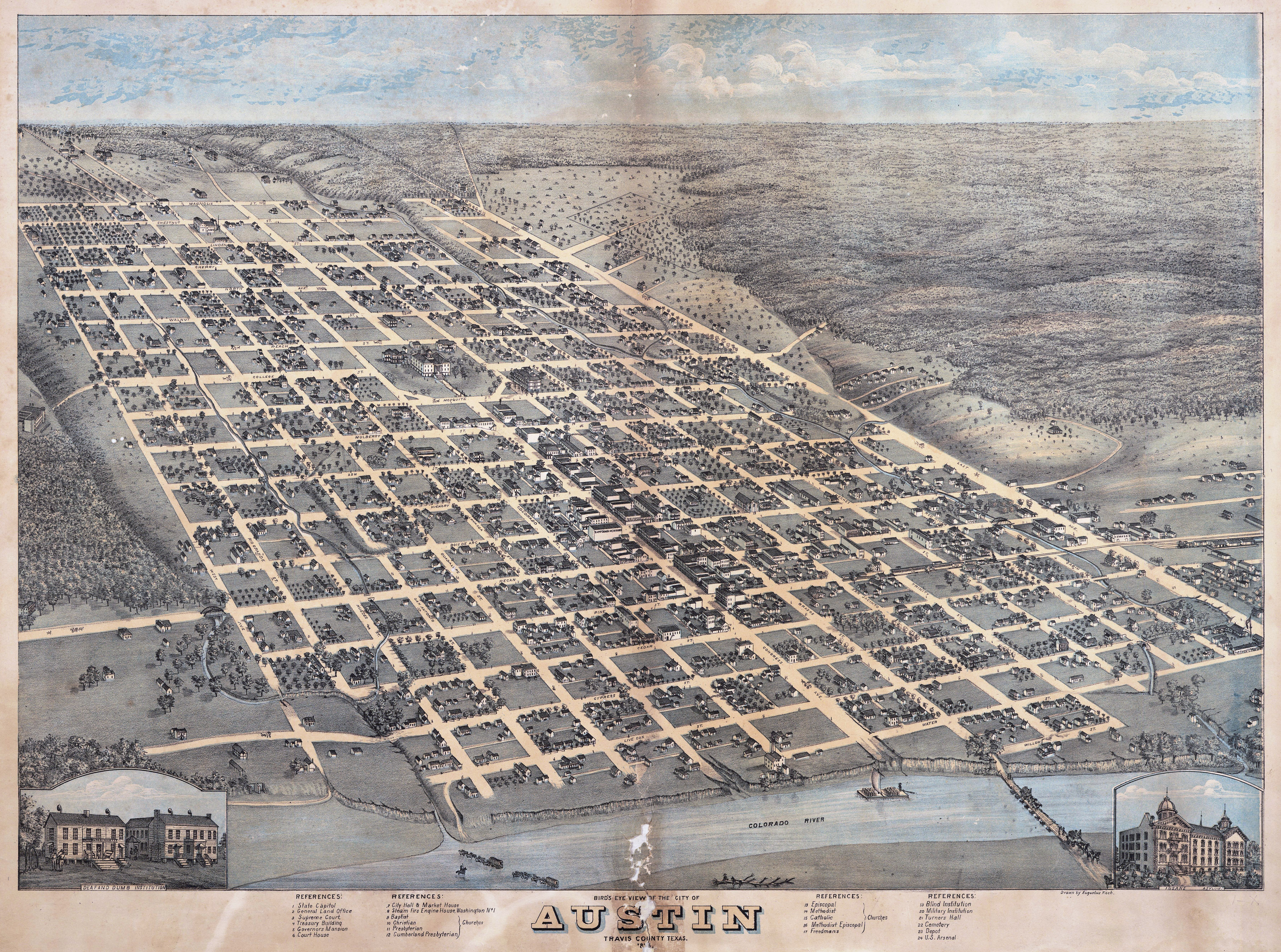
Изображение Остина 1873 года

В 1861 году с началом гражданской войны избиратели в Остине, Бастропе и других районов центрального Техаса проголосовали против отделения. Тем не менее, по ходу войны, опасаясь атак армии Союза, сотни людей из центрального Техаса пополнили армию Конфедерации. После окончания войны и освобождения рабов в Техасе афроамериканское население штата начало быстро увеличиваться. Вокруг Остина появились такие общины афроамериканцев, как Уитвилл, Плезант-Хилл и Кларксвилл. Послевоенный период характеризовался ростом населения и экономики в регионе. Бастроп стал важным центром производства железа, угля и текстиля. Через регион проходила одна из главных дорог для перегона крупного рогатого скота, Чисхолм-Трейл. Открытие железной дороги между Хьюстоном и центральными районами Техаса превратило Остин в крупный торгово-экономический центр региона, однако немного позже большинство торговых функций перешли к Раунд-Року и другим пригородам. В 1868 году в Сан-Маркосе был создан Корональный институт, а в 1873 году в Джорджтауне открылся техасский университет, позже переименованный в Юго-западный университет, который объединил пять ранее созданных колледжей. В 1880-х в Остине были построены капитолий штата Техас и техасский университет, а в регионе появился ряд других учебных заведений. Скотоводство и выращивание хлопка были основными источниками дохода на территории центрального Техаса. К концу XIX века Остин вырос более чем в три раза по сравнению с изначальными границами, для того, чтобы обеспечить электричеством новую трамвайную систему и муниципальный водопровод, была построена остинская дамба.

### XX век
Нефтяной бум в Техасе принёс возможности значительного роста в юго-восточные и северные районы штата. Рост экономики и населения в этих районах опустил Остин с 4 на 10 место в списке самых населенных городов Техаса. С другой стороны, Бастроп стал важным центром добычи нефти и угля начала-середины XX века. Сан-Маркос и ряд других районов значительно увеличили и диверсифицировали производство во время мировых войн.
В 1920—1930-х годах Остин запустил серию проектов гражданского развития и благоустройства города, которые помогли создать большинство современной инфраструктуры и парков города. Правительством Техаса была создана управляющая компания нижнего Колорадо, которая, в сотрудничестве с властями Остина, построила систему дамб на реке Колорадо, образовав таким образом цепь озёр. Во многом эта деятельность стала возможной благодаря тому, что Остин получал больше финансирования во времена Великой депрессии, чем остальные города Техаса.
В середине и конце XX века Остин утвердился в качестве основного центра метрополии, которая теперь называется Большой Остин. Такие пригороды как Раунд-Рок, Джорджтаун, и Сан-Маркос стали привлекательными спальными районами Остина, сохранив при этом своё собственное экономическое ядро.